# Grambower Moor
Grambower Moor este o arie protejată (arie specială de conservare — SAC, sit de importanță comunitară — SCI) din Germania întinsă pe o suprafață de 575 ha, integral pe uscat.

## Localizare
Centrul sitului Grambower Moor este situat la coordonatele 53°35′38″N 11°16′47″E / 53.5939°N 11.2797°E.

## Înființare
Situl Grambower Moor a fost declarat sit de importanță comunitară în aprilie 1998 pentru a proteja 2 specii de animale. Situl a fost protejat și ca arie specială de conservare în august 2016.

## Biodiversitate
Situată în ecoregiunea continentală, aria protejată conține 4 habitate naturale: Lacuri eutrofice naturale cu vegetație de tip Magnopotamion sau Hydrocharition, Lacuri și iazuri distrofice naturale, Mlaștini oligotrofe degradate, capabile încă de regenerare naturală, Depresiuni pe substraturi de turbă de Rhynchosporion.
La baza desemnării sitului se află mai multe specii protejate:
- amfibieni (1): buhai de baltă cu burta roșie (Bombina bombina)
- nevertebrate (1): libelule (Leucorrhinia pectoralis)